# مجمع محاكم كوالالمبور

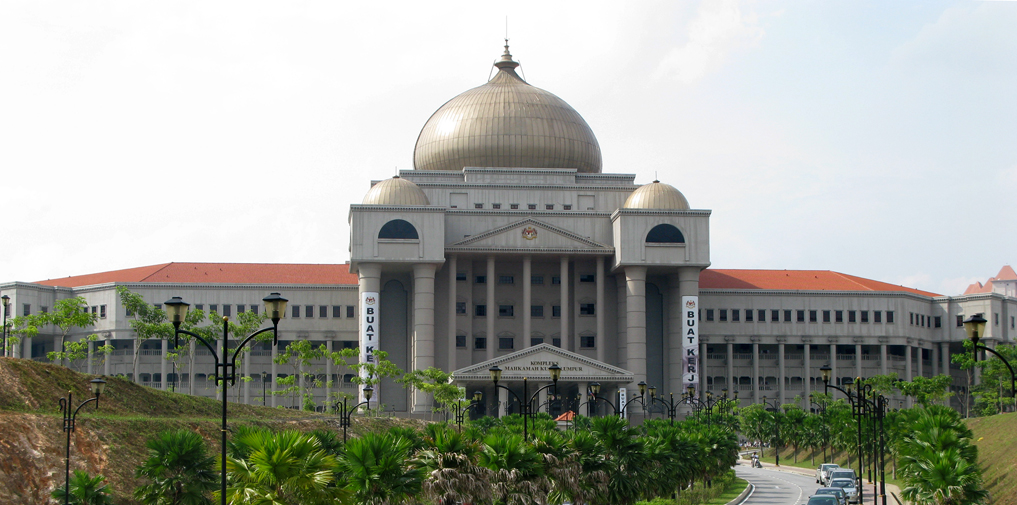
مجمع محاكم كوالالمبور

مجمع محاكم كوالالمبور (الملايو: Kompleks Mahkamah Kuala Lumpur) هو مجمع محاكم كبير في كوالالمبور، ماليزيا، يضم محاكم مختلفة في النظام القضائي في البلاد.
يقع المجمع على طول جالان دوتا (طريق دوتا) في سيغامبوت، على بعد حوالي 4 كيلومترات (2.5 ميل) من الموقع السابق للنظام القضائي في مجموعة من المباني الاستعمارية التي تواجه ساحة ميرديكا.
تم تشييد المبنى اعتبارًا من 1 مارس 2004 بتكلفة نهائية قدرها 290 مليون رينجيت ماليزي، وتم افتتاحه للاستخدام في 18 أبريل 2007، وتم تشغيله بالكامل في 3 مايو 2007.